# Норвешка на Светском првенству у атлетици у дворани 2014.
Норвешка је дванаести пут учествовала на Светском првенству у атлетици у дворани 2014. одржаном у Сопоту од 7. до 9. марта. Репрезентацију Норвешке представљала је једна атлетичарка, која се такмичила у трци на 60 метара.,
На овом првенству Норвешка није освојила ниједну медаљу. Није било нових националних, личних и рекорда сезоне.

## Учесници
Жене:
- Езине Окпараебо — 60 м

## Резултати

### Жене
| Атлетичарка     | Дисциплина | Лични рекорд | Квалификација | Квалификација | Полуфинале | Полуфинале | Финале                | Финале   | Детаљи |
| Атлетичарка     | Дисциплина | Лични рекорд | Резултат      | Место         | Резултат   | Место      | Резултат              | Место    | Детаљи |
| --------------- | ---------- | ------------ | ------------- | ------------- | ---------- | ---------- | --------------------- | -------- | ------ |
| Езине Окпараебо | 60 м       | 7,13 НР      | 7,19          | 2. у гр. 4 КВ | 7,19       | 5 у пф. 2  | Није се квалификовала | =12 / 43 |        |